# Каукей
Каукей (каз. Кәукей, до 199? г. — Шенгельды) — село в Казалинском районе Кызылординской области Казахстана. Административный центр Кызылкумского сельского округа. Находится в 67 км к юго-западу от районного центра, посёлка Айтеке-Би (по автодороге расстояние 95 км), вблизи древнего русла Сырдарьи - в устье Куандарьи, на южном берегу залива Бозколь в пустынном поясе тростниковых и тростниковых солонцеватых почв.
Код КАТО — 434445100.
В селе имеются средняя и начальная школы, библиотека, дом культуры, медпункт. 
С 1963 по 1997 годы село являлось центром Кызылкумского совхоза, который занимался каракульским овцеводством. На его основе в 1997 году в Каукее организовано ТОО «Бозколь» и 18 фермерских хозяйств.

## Население
В 1999 году население села составляло 1500 человек (758 мужчин и 742 женщины). По данным переписи 2009 года, в селе проживало 1220 человек (619 мужчин и 601 женщина).